# Reuzenster
Een reuzenster is een ster met een substantieel grotere straal en hogere lichtkracht dan een ster uit de hoofdreeks met dezelfde oppervlaktetemperatuur. Het is een klasse boven de hoofdreeks (met lichtkracht V in het Yerkes spectrale classificatiesysteem) in het kleur-magnitude diagram van Hertzsprung en Russell. Ze hebben de lichtkracht klasse II of III. De termen reus en dwerg werden verzonnen voor sterren van sterk verschillende lichtkracht, met dezelfde oppervlaktetemperatuur en spectraalklasse, door Ejnar Hertzsprung rond het jaar 1905.
Reuzensterren hebben een straal van een paar honderd keer die van de zonneradius en een lichtkracht tussen de tien en enkele duizenden keer die van de zon. Is de lichtkracht nog groter, dan worden ze heldere reus, superreus of hyperreus genoemd.
Een hete ster uit de hoofdreeks met grote lichtkracht wordt ook weleens reus genoemd, echter is de correcte benaming voor elke hoofdreeksster een dwergster, hoe groot en fel deze ook mag zijn.

## Vorming

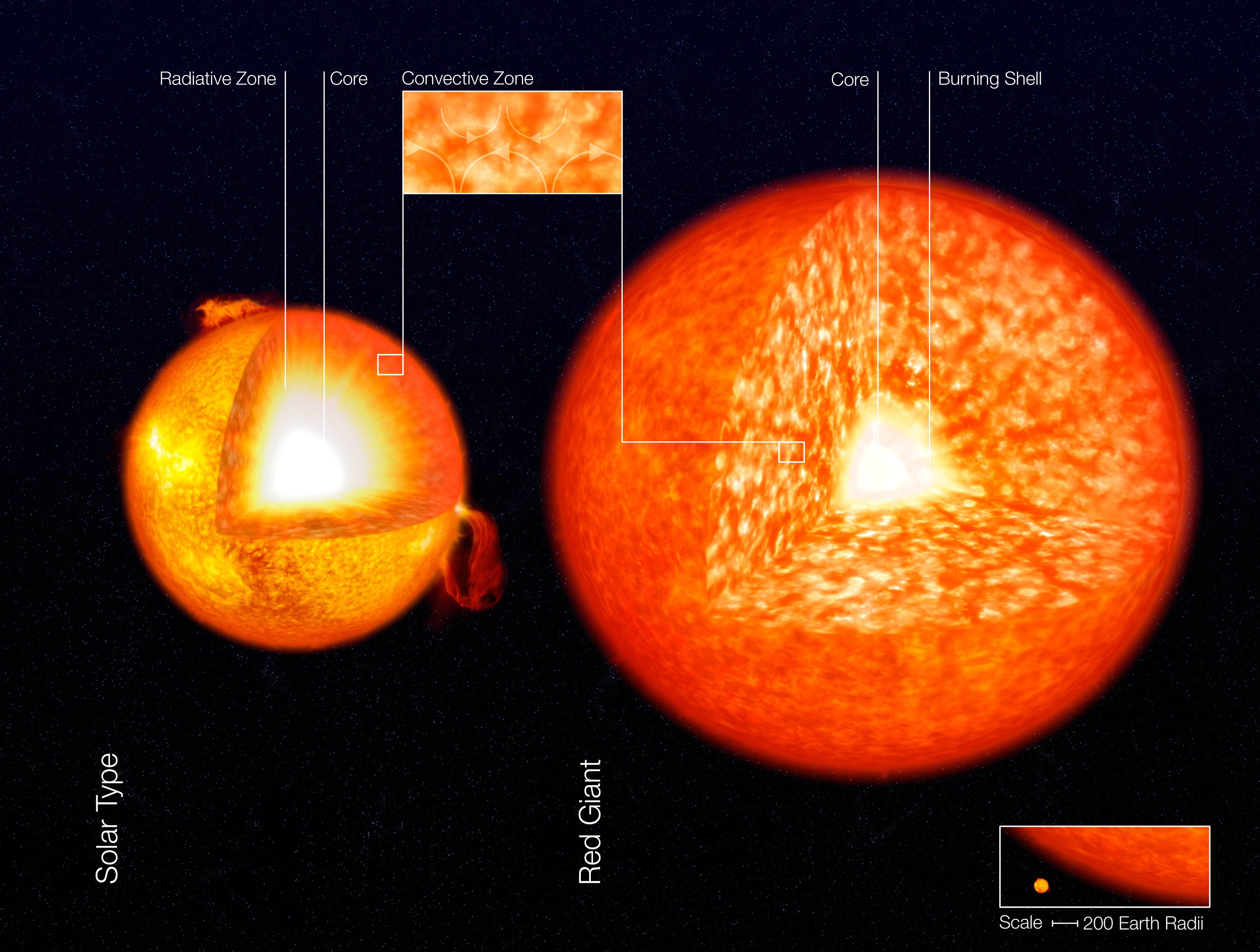
Interne structuur van een ster als de zon en rechts een rode reuzenster. Afbeelding van de Europese Zuidelijke Sterrenwacht.

Een ster wordt een reus nadat alle waterstof beschikbaar voor nucleaire fusie in de kern gefuseerd is en de ster de hoofdreeks verlaat. Kenmerken van sterren die de hoofdreeks verlaten hangen grotendeels af van de massa van de ster.

### Sterren van middelmatige massa
Voor de sterren met een massa groter dan 0,25 M☉ zonsmassa geldt dat zodra de kern geen waterstof meer over heeft, de kern samenkrimpt en verhit, waardoor de waterstof om deze kern heen een fuserende laag gaat vormen. Buiten deze laag is het te koud voor nucleaire fusie en zet de massa uit en koelt deze af, met slechts een kleine toename in lichtkracht. De ster wordt dan als subreus geclassificeerd. Het helium in de kern is nog niet heet genoeg voor kernfusie. Er komt steeds meer helium in de kern als product van de kernfusie van de waterstoflaag eromheen en neemt ook toe in temperatuur hierdoor. In sterren tot zo'n 10-12 M☉ is dit niet voldoende om kernfusie van helium te veroorzaken, zoals bij een superreus, waarbij de sterevolutie anders is. In plaats daarvan bereikt de kern in slechts een paar jaar de Schönberg-Chandrasekhar limiet en stort deze ineen, waarbij een mogelijke ontaarde toestand ontstaat. Hierdoor zetten de omringende lagen nog verder uit, waarbij een sterk convecterende zone ontstaat die zware elementen naar het oppervlak brengt. Dit noemt men in het Engels de eerste 'dredge-up' (opbaggering). Deze 'dredge-up' betekent ook een stevige toename in energietransport naar het oppervlak van de ster, waardoor de lichtkracht drastisch toeneemt en de ster naar de rode reuzentak verschuift in het Hertzsprung-Russell diagram. In deze fase zal de ster als rode reus een stabiele verbranding van waterstof vertonen voor een aanzienlijk deel van haar totale bestaan (ruwweg 10% voor een ster als de zon). De kern blijft in massa toenemen, samentrekken en verhitten, terwijl de buitenste lagen wat massa verliezen.
Indien de massa van de ster, toen ze zich nog op de hoofdreeks bevond, kleiner was dan ongeveer 0,4 M☉, zal ze nooit de kerntemperatuur bereiken die nodig is voor heliumfusie. Deze sterren blijven rode reuzen die alleen waterstof kunnen fuseren, totdat de waterstof op zou raken. Men theoretiseert dat er dan slechts een witte dwerg, met een samenstelling van helium in ontaarde toestand, zou overblijven. Volgens de huidige consensus is het universum niet oud genoeg om deze levensfase van kleine rode reuzen te bereiken.
In sterren met een hogere massa dan zo'n 0,4 M☉ zal de kerntemperatuur uiteindelijk 108 K bereiken en zal helium gaan fuseren tot koolstof en zuurstof in de kern, dit proces heet het triple-alfaproces. Begint dit fusieproces in een heliumkern verkerend in een ontaarde toestand, dan is dit in eerste instantie explosief, men noemt dit de heliumflits. Echter gaat het meeste van deze energie zitten in het convectief maken van de kern. De energie die vrijkomt van het helium kernfusieproces verkleint de druk in de omliggende laag fuserend waterstof, waardoor deze minder energie gaat produceren. De algehele lichtkracht van de ster neemt af, de buitenste schil krimpt weer ineen en de ster evolueert van de rode reuzentak af naar de horizontale tak.
Wanneer het helium in de kern op raakt, krijgt een ster tot zo'n 8 M☉ een koolstof-zuurstof kern in ontaarde toestand en gaat de laag eromheen helium fuseren. Net als bij de eerdere ineenstorting van de heliumkern start dit convectie in de buiten gelegen lagen. Het veroorzaakt een tweede 'dredge-up', welk een dramatische toename van grootte en lichtkracht betekent. Dit betreft de asymptotische reuzentak, parallel aan de rode reuzentak, maar met meer lichtkracht, waarbij kernfusie in de waterstofschil het meeste energie levert. Sterren blijven op deze asymptotische reuzentak slechts voor zo'n miljoen jaar en worden steeds instabieler totdat de brandstof op is. Hierna volgt de planetaire nevel fase, en wat overblijft is een witte dwerg die bestaat uit koolstof en zuurstof.

### Sterren met een grote massa
Sterren uit de hoofdreeks met een massa groter dan 12 M☉ hebben al een grote lichtkracht en bewegen horizontaal over het HR diagram wanneer ze de hoofdreeks verlaten, veranderen kort in blauwe reuzen voordat ze verder uitdijen tot blauwe superreuzen. Het kernfusieproces van helium begint in de kern voordat deze ontaard raakt en de sterren ontwikkelen soepeltjes tot rode reuzenster zonder een sterke toename van lichtkracht. In deze fase is de lichtkracht ongeveer gelijk met die van de fellere asymptotische reuzentak sterren, ook al hebben ze een veel grotere massa. Ze zullen nog verder in lichtkracht toenemen met het fuseren van nog zwaardere elementen en eindigen uiteindelijk als supernova. Sterren met een massa tussen de 8 en 12 M☉ hebben enigszins tussenliggende eigenschappen en worden ook wel super-asymptotische reuzentak sterren genoemd. Voor het grootste deel volgen deze sterren hetzelfde traject als lichtere sterren via de rode reuzentak, horizontale tak, en asymptotische tak fasen, maar zijn massief genoeg om kernfusie van koolstof in de kern te starten, soms zelfs wat neonfusie. Ze vormen kernen van zuurstof, magnesium en neon, die mogelijk ineen kunnen storten tot neutronenster tijdens een supernova, dan wel een witte dwerg dat bestaat uit zuurstof en neon in ontaarde toestand.
Sterren uit de hoofdreeks met spectraalklasse O hebben al een hoge lichtkracht. De reuzenfase van zulke sterren is een korte periode van een geringe toename in omvang en lichtkracht voordat het een superreus klasse wordt. Type O sterren kunnen meer dan honderdduizend keer meer licht uitstralen als de zon, feller dan menig superreus. Het classificeren wordt erg ingewikkeld met zulke kleine verschillen in lichtkracht en een continue verandering in tussenliggende omvang. De meest massieve sterren ontwikkelen spectrale eigenschappen van reuzen of superreuzen terwijl ze nog waterstof fuseren in de kern, vanwege het mengen van zware elementen op het oppervlak, een hoge lichtkracht dat een sterke sterrenwind produceert en de atmosfeer van de ster doet uitdijen.

### Sterren met een lage massa
Een ster met initiële massa van minder dan 0,25 M☉ op de hoofdreeks zal nooit een reuzenster worden. Voor het grootste gedeelte van hun levensduur heeft de inwendige materie van zulke sterren een sterke convectie waardoor het binnenste stevig in beweging blijft. Vanwege dit gegeven acht men de mogelijkheid tot kernfusie van waterstof in zo'n hemellichaam voor een periode van 1012 jaar mogelijk, een stuk langer dan de huidige leeftijd van het universum. Met het verouderen worden deze sterren heter en nemen in lichtkracht toe. Men neemt aan dat aan het eind van de levensduur deze sterren witte dwergen van helium zullen worden, wanneer het waterstof op is.

## Subklassen
Er bestaat een grote diversiteit van reuzenklasse sterren en meerdere onderverdelingen die veelal gebruikt worden om kleine groepen sterren te identificeren.

### Subreuzen
Subreuzen zijn een compleet aparte spectroscopische klasse van lichtkracht (IV) dan reuzensterren, maar vele eigenschappen zijn hetzelfde. Alhoewel sommige subreuzen simpelweg extra lichtsterke hoofdreekssterren zijn vanwege variabelen in de chemische samenstelling of leeftijd, maken anderen deel uit van een duidelijk verschillend evolutionair traject naar ware reuzen.
Voorbeeldsterren:
- Alhena (γ Gem), een A-type subreus.
- Mufrid (η Boo), een G-type subreus.
- Pollux

### Heldere reuzen
Nog een andere klasse in lichtkracht is de heldere reus (klasse II), afgesplitst van de normale reuzen (klasse III) simpelweg omdat ze wat groter en feller zijn. Het gaat om sterren met een lichtkracht tussen de normale reuzen en superreuzen, met een absolute magnitude van ongeveer min 3.
Voorbeelden:
- Mintaka Aa1 (δ Ori Aa1), de primaire component van Mintaka, een O-type heldere reus;
- Canopus (α Car), een F-type heldere reus, wordt ook soms geclassificeerd as superreus.

### Rode reus
In elk van de reuzen lichtkracht klassen worden de koelere sterren (met spectraalklassen K, M, S, en C) rode reuzen genoemd. De term rode reus beslaat een aantal van verschillende evolutionaire fasen van het leven van sterren: de rode reuzentak, een rode ster op de horizontale tak, de rode klont, de asymptotische reuzentak, alhoewel sterren op de asymptotische tak vaak groot genoeg en lichtsterk genoeg om te worden geclassificeerd als superreus. Sporadisch ook sterren na de asymptotische reuzentak fase die toch koel en fel genoeg zijn. De sterren van de rode reuzentak zijn verreweg het meest voorkomend in de reuzenster klasse vanwege de middelmatige massa, relatief lange levensduur en bijbehorende lichtkracht. Het is de meest voor de hand liggende groepering op de meeste Hertzsprung-Russelldiagrammen, alhoewel witte dwergen nog vaker voorkomen. Deze zijn echter veel zwakker in absolute magnitude.
Voorbeelden:
- Arcturus (α Bootes), een K-type reuzenster.
- Mira (o Ceti), een M-type reus en het prototype voor de Mira veranderlijken.
- Aldebaran, een K-type reuzenster.

### Gele reuzen
Reuzensterren met gemiddelde temperaturen (spectraalklassen G, F en sommige van klasse A) worden gele reuzenster genoemd. Ze zijn veel zeldzamer dan rode reuzen, gedeeltelijk komt dit omdat deze enkel ontstaan uit een wat hogere massa, maar ook omdat deze gele reus fase in het leven van zo'n ster een relatief korte periode is op de totale levensduur. Echter behoren tot deze klasse een aantal belangrijke variabele sterren. Gele reuzen met een grote lichtkracht zijn over het algemeen erg instabiel, deze sterren bewegen zich op het HR naar de instabiliteitsstrip waarop de meeste sterren pulserende veranderlijken zijn. Deze instabiliteitsstrip reikt van de hoofdreeks tot aan de hyperreus klasse. Bij de reuzensterren op deze instabiliteitsstrip zijn er verschillende soorten veranderlijke sterren:
- RR Lyrae-sterren, pulserende sterren van de horizontale tak klasse A (soms F) met een periode van minder dan een dag en een amplitude van een magnitude of minder.
- W Virginis variabelen, een onderklasse van type II Cepheïden, pulserende sterren met wat meer lichtkracht een periode van tien tot twintig dagen en spectraalklasse F6 tot K2.
- Type I Cepheïde, nog meer lichtkracht en voor het grootste gedeelte superreuzen, met nog langere perioden.
- Delta Scuti-veranderlijken, de meestvoorkomende soort veranderlijke ster.

Gele reuzen kunnen sterren met een middelmatige massa zijn die voor het eerst evolueren naar de rode reuzentak, of verder geëvolueerde sterren op de horizontale tak. De eerste overgang naar de rode reuzentak verloopt erg vlot, terwijl de tijd op de horizontale tak stukken langer kan zijn. De sterren met meer zware elementen en een lagere massa op de horizontale tak zijn meer instabiel.
Voorbeelden:
- Sigma Octantis of (σ Octantis), een type F reus en een Delta Scuti veranderlijke, tevens de zuidelijke variant van de Poolster.
- Capella of (α Aurigae Aa), een type G reus, een van de Capella sterren.

### Blauwe (en soms ook witte) reuzen
De heetste reuzen worden blauwe reus genoemd, met de spectraalklassen (O, B, en soms A). De term witte reus, meestal voor A en B typen sterren, komt ook voor.
De blauwe reuzen zijn een heterogene groep, variërend van sterren met een grote massa, hoge lichtkracht die net van de hoofdreeks afkomen, tot die van een lagere massa op de horizontale tak. De sterren met grote massa die van de hoofdreeks afkomen worden blauwe reuzen, dan heldere blauwe reuzen, daarna blauwe superreuzen voor ze uitdijen tot rode superreus. Hoewel bij de allerhoogste massa de reuzen fase zo kort en nauw is, dat deze nog nauwelijks te onderscheiden valt van een blauwe superreus.
Sterren met een lagere massa die helium in de kern fuseren, evolueren van rode reuzen op de horizontale tak en dan weer terug naar de asymptotische reuzentak, bij deze sterren hangt het van de massa en het metaalgehalte af of het blauwe reuzen worden. Het vermoeden bestaat dat sommige sterren na de asymptotische reuzentak een late thermische puls ondergaan en zo bijzondere blauwe reuzen worden.
Voorbeelden:
- Alcyone (η Tauri), een type B reus, de felste ster in de Plejaden
- Thuban (α Draconis), een type A reus, met de bijnaam de "Staart van de draak", wordt ook wel een witte reuzenster genoemd.